# Пятьдесят франков «Люк-Оливье Мерсон»
Пятьдесят франков «Люк-Оливье Мерсон» (также Пятьдесят франков «Ангелочки») — французская банкнота, эскиз которой разработан 11 февраля 1927 года и выпускалась Банком Франции с 3 января 1928 года до замены на банкноту пятьдесят франков Церера.

## История
Банкнота была разработана в период действия франка Пуанкаре (который был равен 1/5 франка Жерминаль) и выпускалась в период с 1927 по 1934 годы. Банкнота начала изыматься из обращения с 26 января 1942 и перестала быть законным платёжным средством с 4 июня 1945.

## Описание
Авторы банкноты: художник Люк-Оливье Мерсон, гравёры Жан Меркур и Жан Фонгерон. Доминирующими цветами на банкноте являются синий и зелёный. На аверсе банкноты, в нижней части гирлянды фруктов изображён задумчивый молодой Меркурий, вверху два купидона. По краям расположены белые водяные знаки. На реверсе сидят: молодой кузнец, опираясь рукой на перевернутый молот, молодая женщина, одной рукой держит руку кузнеца, а другую руку прислонила к лицу. Цифра «50» расположена в нижней части банкноты на розовом фоне. На водяных знаках изображена женская голова в профиль. Размеры банкноты составляют 170 мм х 123 мм.